# Dream car
Con le locuzioni inglesi dream car (in italiano "automobile dei sogni") o show car (in italiano "automobile da esibizione"), vengono definite le autovetture generalmente destinate a rimanere pezzi unici o confinate nell'ambito dei sogni irrealizzabili.

## Descrizione

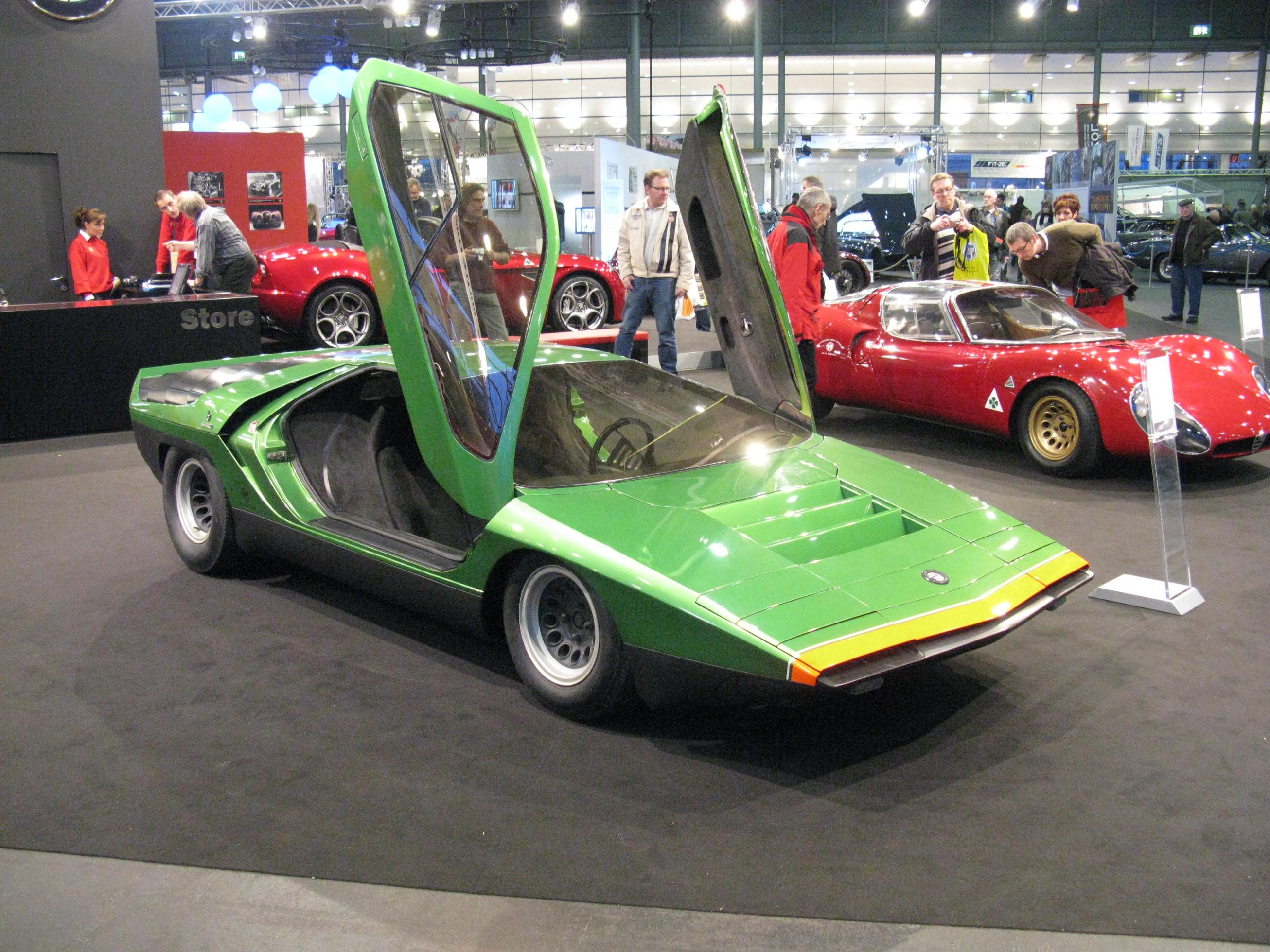
La "Carabo" del 1968, una delle più celebri dream car di tutti i tempi.

Il concetto di dream car nacque negli USA a cavallo tra la fine degli anni quaranta e l'inizio degli anni cinquanta, dal tentativo degli stilisti statunitensi di realizzare autovetture in grado di attirare l'attenzione del pubblico, non meno che di originare discussioni critiche, trasferendo stilemi e forme spesso mutuate dalle scenografie cinematografiche o dalle tavole dei fumetti.
Non di rado appartenenti alla più ampia categoria delle concept car, tali autovetture vengono realizzate, dalle case automobilistiche o da importanti carrozzerie, al prevalente scopo di esposizione e sono caratterizzate da qualità prestazionali, estetiche e tecnologiche d'eccellenza, comportanti costi talmente elevati da rendere improbabile l'avvio di una produzione, anche in piccola serie.
Le motivazioni economiche, tuttavia, non sono l'unico impedimento alla realizzazione in serie delle dream car. Molti dei prototipi esposti, infatti, si sono poi rivelati come degli esercizi di stile, aventi il solo scopo di polarizzare l'attenzione del pubblico e della stampa sui contenuti estetici, ma privi di un'adeguata consistenza tecnologica delle componenti meccaniche o, addirittura, delle semplici maquette.
Per estensione, vengono spesso giornalisticamente definite dream car anche le autovetture di grande prestigio che, a causa del loro prezzo astronomico e del limitato numero di esemplari, possono essere acquistate solamente da una ristrettissima élite di facoltosi clienti.